# Aščisu (přítok Šaganu)
Aščisu (rusky Ащису) je řeka v Abajské oblasti v Kazachstánu. Je pravým přítokem řeky Šagan (povodí Irtyše).

## Číselné údaje
Je 349 km dlouhá. Povodí má rozlohu 18 100 km².

## Průběh toku
Protéká východní částí Kazašské pahorkatiny. Ústí zprava do řeky Šagan, která je přítokem Irtyše.

## Vodní stav
Zdroj vody je sněhový. V suchém období vysychá.